# 理查德·冯·克拉夫特-埃宾
理查德·冯·克拉夫特-埃宾（德語：Richard Freiherr von Krafft-Ebing，1840年8月4日—1902年12月22日），德裔奥地利精神病学家，性学研究的创始人之一。冯·克拉夫特-埃宾於1886年发表的著作《性精神病态》，被誉为性科学的开创性著作。

## 生平
1840年，理查德·冯·克拉夫特-埃宾生于德意志巴登大公國曼海姆的贵族家庭，早年进入海德堡大学学习医学，此后前往瑞士苏黎世大学，师从威廉·葛利辛格，专攻精神分析学。毕业后，冯·克拉夫特-埃宾在巴登巴登担任精神科医生。普法战争期间，从军为军医。1872年，由斯特拉斯堡大学聘为精神病学教授，随即调往奥地利格拉茨大学。1902年，在奥地利格拉茨病逝。